# Marcieux
Marcieux ist eine französische Gemeinde mit 237 Einwohnern (Stand: 1. Januar 2022) im Département Savoie in der Region Auvergne-Rhône-Alpes. Sie gehört zum Kanton Bugey savoyard im Arrondissement Chambéry und ist Mitglied im Gemeindeverband Lac d’Aiguebelette. Die Einwohner werden Marcelands genannt.

## Geographie
Marcieux liegt etwa 14 km westnordwestlich von Chambéry. An der nordwestlichen Gemeindegrenze verläuft das Flüsschen Flon, das zur Rhône entwässert. Nachbargemeinden von Marcieux sind Meyrieux-Trouet im Norden und Nordwesten, Verthemex im Norden und Nordosten, La Motte-Servolex im Osten, Nances im Südosten, Novalaise im Süden, Gerbaix im Westen und Südwesten sowie Saint-Pierre-d’Alvey im Westen und Nordwesten.

## Bevölkerungsentwicklung
| Jahr                       | 1962 | 1968 | 1975 | 1982 | 1990 | 1999 | 2006 | 2013 |
| -------------------------- | ---- | ---- | ---- | ---- | ---- | ---- | ---- | ---- |
| Einwohner                  | 86   | 80   | 84   | 95   | 97   | 120  | 162  | 170  |
| Quellen: Cassini und INSEE |      |      |      |      |      |      |      |      |